# Anita Dark
Anita Dark (Budapest, 11 aprile 1975) è un'ex attrice pornografica ungherese.
Il cognome Dark (scura) deriva dal colore nero dei suoi capelli sulla scena, in realtà naturalmente di colore biondo scuro. Tale appellativo è sempre servito a distinguerla dalla collega e amica Anita Blond.

## Biografia
Debutta nel mondo dell'hard nel 1992 nel film "Sarah Young Private Fantasies 13", tornando sulle scene un paio di anni dopo con "Pretty Girl"
Nel 1994, per il suo terzo film, "Cronaca Nera 3: La Clinica della Vergogna", debutta con il regista italiano Mario Salieri  per il quale ha lavorato poi in diversi film. Ha lavorato diverse volte con Rocco Siffredi partecipando al film Rocco e le storie tese. Dal 1996 vive negli Stati Uniti dove ha iniziato a girare scene nell'industria americana come Alex Sanders's Body Slammin, Peeping Tom e Dirty Debutantes.
Dal 2001 si è stabilita a Orlando, in Florida, dove lavora come modella. Per quanto riguarda l'attività hard, negli ultimi anni si è specializzata essenzialmente nella categoria lesbo. Non fa più film eterosessuali perché è stata spaventata dal dilagare dell'AIDS nel porno. Nel suo sito ha detto che la miglior scena eterosessuale che ha girato è stata con Sean Michaels nel film Sodomania 20.

## Filmografia parziale
- Sarah Young Fantasie private 13 (1992)
- Pretty Girl (1994)
- Cronaca Nera 3: La Clinica della Vergogna (1994)
- L'albergo della paura (1995)
- Amnesia (1996)
- The Obsession of Laure (1996)
- Penetration #9 (1996)
- Models (1996)
- World Sex Tour 10 (1996)
- Inviata Speciale (1996)
- Rocco e le storie tese (1997)
- Sexfiles 1 (1997)
- The Dream (1997)
- Bodyslammin: Shake and Tumble (1997)
- Masquerade (1997)
- Wet Cotton Panties 4 (1997)
- North Pole 1: Loadman Cummith (1997)
- Sodomania 20: Members Only (1997)
- Rock 'n' Roll Rocco 1 (1997)
- Rock 'n' Roll Rocco 2 (1997)
- More Dirty Debutantes 69 (1997)
- Pussy Beat 3 (1997)
- Video Virgins 36: Anita Dark (1997)
- The Panty Thief (1998)
- Sodomania: Smokin' Sextions 2 (1998)
- Cheek to Cheek (1998)
- Deep Throat: The Quest IV (1998)
- Pick Up Lines 23 (1998)
- Pick Up Lines 29 (1998)
- Pussy Beat 2 (1998)
- Some Like it Hot (1998)
- Intimate Perversions (1998)
- Anal Fantasies 1 (1999)
- California Calendar Girls 1 (1999)
- Franchesca: Torn (1999)
- Mammary (1999)
- Hardcore 2000 11 (1999)
- Fetichiste (1999)
- Cum Shot Starlets (2002)
- Pussy Foot'n 9 (2003)
- No Man's Land 39 (2003)
- Affirmative Action 4 (2004)
- Carnal Desires (2005)
- Women Seeking Women 28 (2006)
- Sandy's Club 3 (2007)